# حسن حرب
حسن حرب (17 أكتوبر 1979 -) ممثل مصري ولد في الإسكندرية. درس وتخرج من أكاديمية الفنون – قسم تمثيل وإخراج. بدأ مسيرته الفنية في عام 2006 من خلال دوره في فيلم «خيانه مشروعه» تلاه عدد من الأعمال في السينما والتلفزيون. شارك في فيلم «حين ميسره» من إخراج خالد يوسف وفيلم «عائلة ميكي» من إخراج أكرم فريد. كما شارك في عمل تلفزيوني من خلال مسلسل «شاهد إثبات» الذي عرض في رمضان 2010.

## أعماله

### في السينما
- خطيب مراتي - 2018
- كارما - 2018
- تفاحة حوّا - 2016
- روچ - 2016
- كف القمر - 2011
- فيلم خيانه مشروعه - 2006
- فيلم حين ميسره 2007
- فيلم عائلة ميكي 2010
- فيلم كف القمر 2011

### في التلفزيون
- البارون -2017
- الجماعة (ج2) - 2017
- ستات قادرة - 2016
- موجة حارة - 2013
- حكايات بنات ج1 - 2012
- نونة المأذونة - 2011
- كلمات (أواخر الشتا) - 2011
- شاهد اثبات 2010
- مسلسل كلمات 2011
- مسلسل حكايات بنات 2012
- السلمانية - 2005

### مسرحيات
- حلم ليلة صيف - 2015
- سوء تفاهم - 2004

## وصلات خارجية
- الصفحة الرسمية  للفنان حسن حرب  على فيسبوك.
- برمو مسلسل كلمات على يوتيوب
- تريلر فيلم عائلة ميكي على يوتيوب